# 北肯辛頓 (馬里蘭州)
北肯辛頓（英語：North Kensington）是位於美國馬里蘭州蒙哥馬利縣的一個普查規定居民點。

## 人口
根據2020年美國人口普查的數據，北肯辛頓的面積為3.88平方千米，當中陸地面積為3.87平方千米，而水域面積為0.01平方千米。當地共有人口9497人，而人口密度為每平方千米2,447.68人。